# Pedro Arteche
Pedro R. Arteche (Zumarraga, 21 april 1899 – 9 juni 1945) was een Filipijns politicus. Arteche was gouverneur van de (oude ongesplitste) provincie Samar en werd in 1941 gekozen tot lid van het Filipijns Huis van Afgevaardigden.

## Biografie

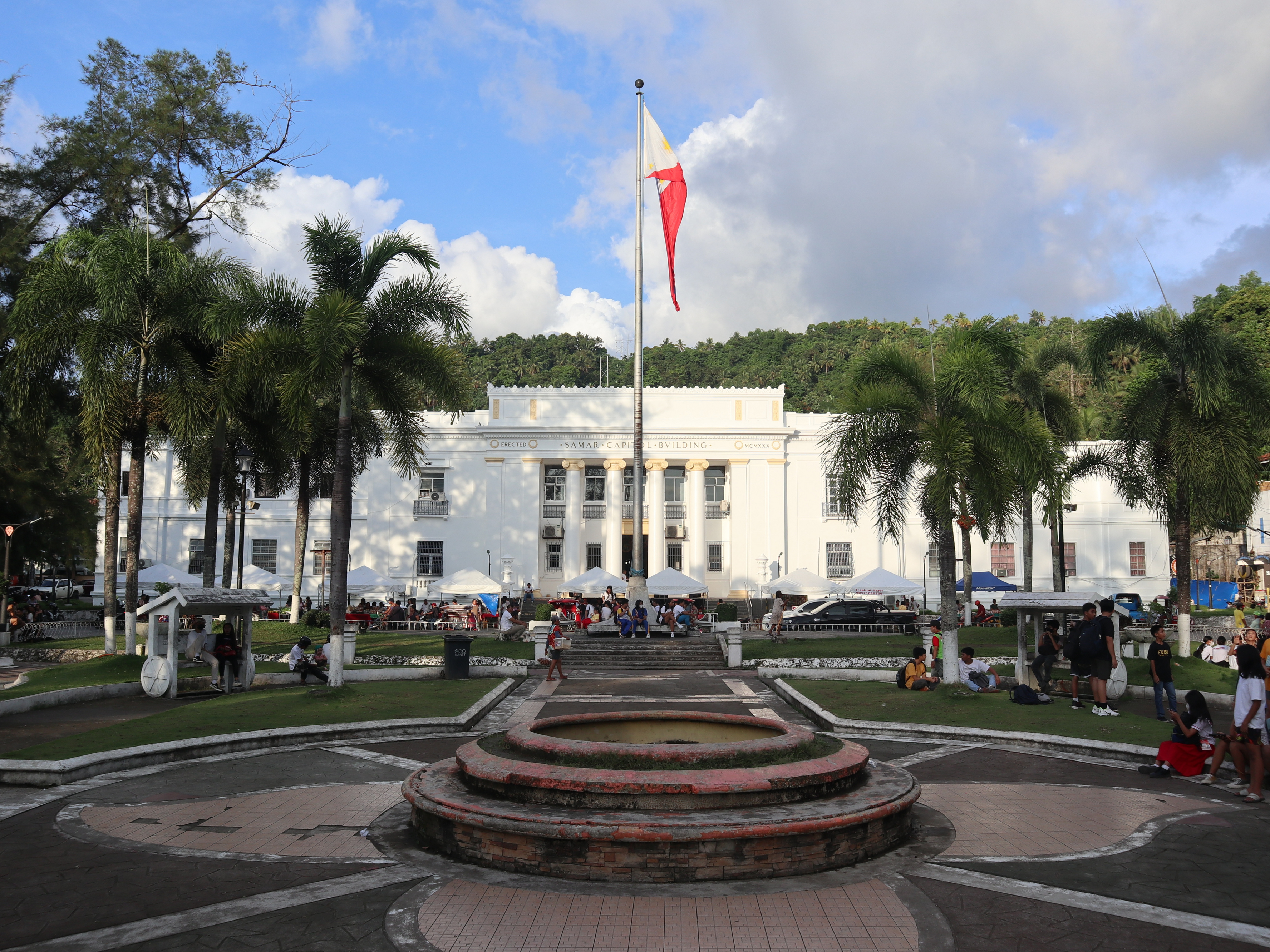
Samar Provincial Capitol

Pedro Arteche werd geboren op 21 april 1899 in Zumarraga in de Filipijnse provincie Samar. Zijn ouders waren Nemesio Arteche en Pia Rosell. Arteche studeerde aan het Colegio de San Juan de Letran en de University of Santo Tomas (UST). Hij voltooide een bachelor-opleiding Rechten in 1926 en een Bachelor of Philosophy and Letters in 1927. In 1928 rondde hij zijn master-opleiding Burgerlijk Recht af en een jaar later een master Bachelor of Philosophy and Letters. Arteche doceerde aan de UST en was als advocaat werkzaam in Manilla en in Samar en Leyte.
Bij de verkiezingen van 1931 werd Arteche gekozen tot gouverneur van de provincie Samar. Na een bezwaar tegen zijn verkiezingen werd Arteche in 1932 echter vervangen door Felipe Abrigo. In 1934 werd Arteche opnieuw gekozen tot gouverneur. Deze keer diende hij wel zijn termijn die duurde tot december 1937. Tevens was Arteche afgevaardigde namens Samar op de Constitutionale Conventie van 1934-1935.
Bij de verkiezingen van 1941 werd Arteche namens het 2e kiesdistrict van Samar gekozen in het Filipijns Huis van Afgevaardigden. Hij kon zijn zetel echter door de uitbraak van de Tweede Wereldoorlog niet meer innemen. Tijdens de oorlog was Arteche commandant in de guerrillagroepering op Samar. 
Arteche overleed op 9 juni 1945 op 46-jarige leeftijd, nog voor de start van de sessies van het Huis van Afgevaardigden. Hij was getrouwd met Gorgonia Tan en kreeg met haar één zoon. De Filipijnse gemeente Arteche is naar hem vernoemd.